# Reflexão especular

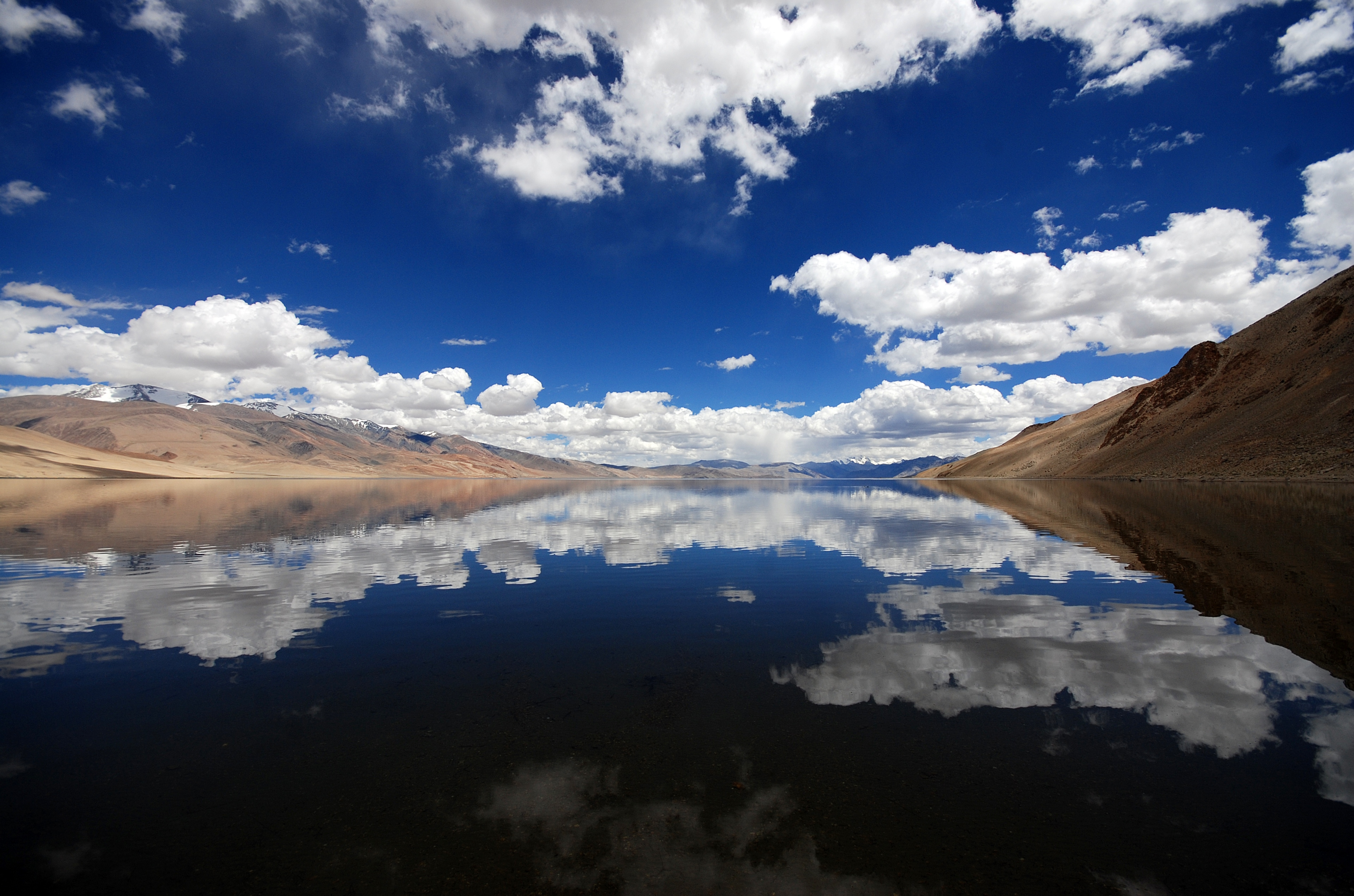
Reflexões em águas calmas são exemplos de reflexão especular.

Diagrama da reflexão especular

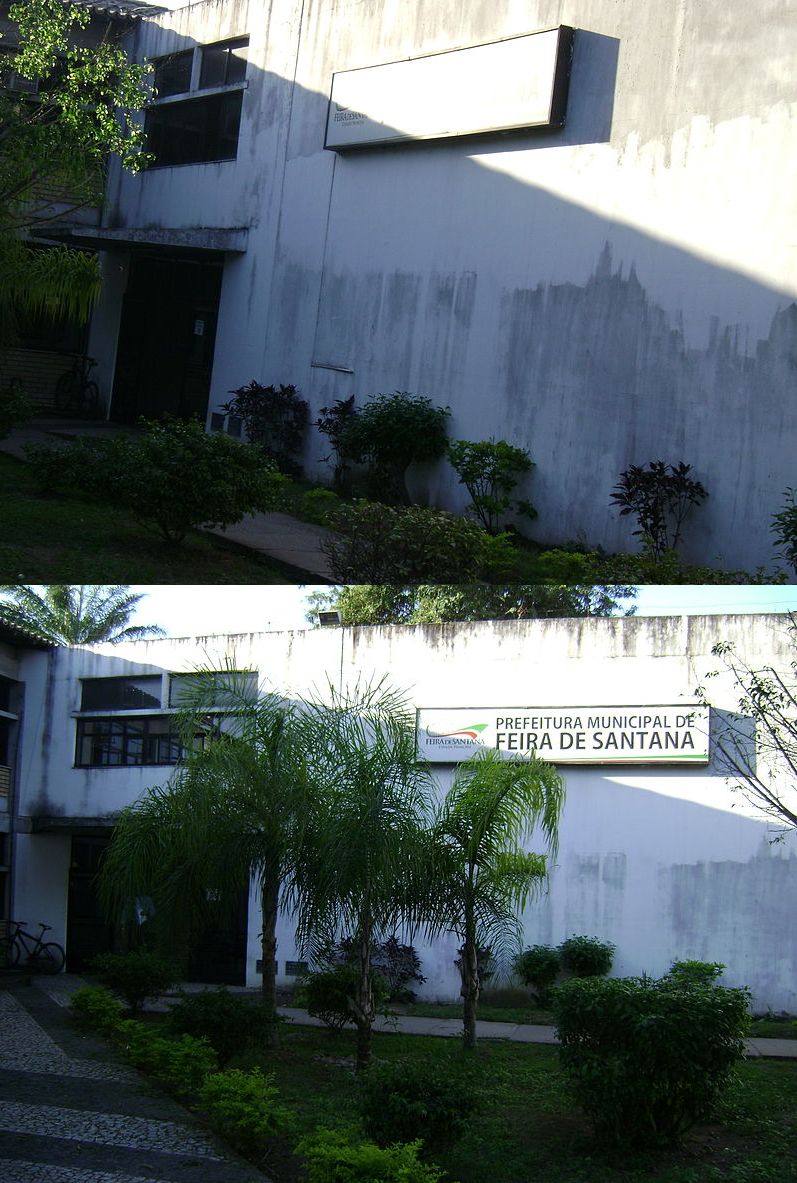
A depender do ângulo, é possível ler ou não a placa por conta do ângulo de reflexão especular da luz.

Reflexão especular é o reflexo espelhado da luz (ou de outros tipos de onda) em uma superfície, no qual a luz de uma única direção de entrada (um raio) é refletida em uma única direção de saída.
Este comportamento é descrito pela lei de reflexão, que refere que a direcção da luz de entrada (o raio incidente), e a direcção da luz reflectida de saída (o raio reflectido) fazer o mesmo ângulo em relação à superfície normal, assim, o ângulo de incidência é igual ao ângulo de reflexão (na figura), e que o incidente, normal, e direcções reflectidas são coplanares. Este comportamento foi descoberto pela primeira vez através de uma cuidadosa observação e medição por Hero de Alexandria (AD c. 10-70).